# Herbert Micka
Herbert Micka (* 4. September 1917 in Saarbrücken; † 9. August 2002 in Saarbrücken) war ein deutscher Arzt und Sanitätsrat. Dieser Ehrentitel wurde ihm von der Landesregierung des Saarlandes zuerkannt.

## Leben
Micka war der Sohn eines Arztes. Nach dem Abitur am Ludwigsgymnasium in Saarbrücken studierte er Medizin an den Universitäten München, Frankfurt am Main und Heidelberg. Unterbrochen wurde das Studium während des Zweiten Weltkriegs durch seine Einberufung zum Sanitätsdienst. 1944 legte er in Heidelberg seine Promotionsschrift mit dem Titel Ein Beitrag zur Frage der ruhenden Gasoedeminfektion vor. Seit dem Sommersemester 1939 war Micka Mitglied der Münchener Burschenschaft Rhenania.
Nach Kriegsende war er als Facharzt für Lungen- und Bronchialheilkunde niedergelassen. Er war von 1962 bis 1986 Präsident der Ärztekammer des Saarlandes und Vorstandsmitglied der Bundesärztekammer. Ab Juni 1967 fungierte als Vorsitzender des Ausschusses der Bundesärztekammer „Medizinische Assistenzberufe“. Außerdem war er einer der Mitbegründer der  „Arbeitsgemeinschaft berufsständischer Versorgungseinrichtungen“ (ABV).

## Ehrungen
- 1978: Verdienstkreuz 1. Klasse der Bundesrepublik Deutschland[4]
- 1983: Großes Bundesverdienstkreuz[1]
- 1987: Paracelsus-Medaille[5]